# Gaetano Zoppi
Pour les articles homonymes, voir Zoppi.
Gaetano Zoppi (Chiavari, 3 mars 1850 - Rome, 19 octobre 1948) était un général et un dirigeant sportif italien.
Il a été commandant du Ve corps d'armée sur l'Isonzo pendant la Première Guerre mondiale.

## Biographie
Fils de Claudia Marcella Saporiti et de Nicolò Zoppi, il est né dans une ancienne famille noble portant le prédicat de Zolasco. Il fréquente l'école militaire d'infanterie et de cavalerie, puis l'école de guerre (1877). Il a été président de la Fondation Sante De Sanctis à Rome et sénateur du royaume d'Italie dans la XXVIIIe législature.
Il est également élu président de la section pré-militaire du S.P. Lazio en février 1913. Il a été 25e général commandant le Corps royal des carabiniers du 14 septembre 1914 au 3 janvier 1918.
Il entre en guerre en tant que commandant du XIIIe corps d'armée, puis passe peu après au Ve corps d'armée dans les Highlands. Malgré des états de service peu exceptionnels et la défaite du Ve corps d'armée, il n'a jamais fait l'objet d'une enquête. En 1916, il est muté au commandement du corps provisoire appelé "Z" (d'après l'initiale de son nom de famille), rebaptisé ensuite XXIIe, et enfin VIe corps d'armée.
Pendant une courte période, il a commandé le CTA (C.do Truppe Altopiano) à Asiago. En 1918, il est mis en congé en raison de la limite d'âge, puis rappelé comme président de la commission d'avancement de carrière au commandement suprême, avec promotion au grade de général d'armée (generale d'armata).

### Batailles
- Bataille du Col Basson, 25 août 1915
- Douzième bataille de l'Isonzo, 20-26 octobre 1917
- Bataille de Noël, 25 décembre 1917
- Bataille des Trois Montagnes (Col del Rosso-Col d'Echele-Monte Valbella), 28-31 janvier 1918

### Carrières militaires
- Aide de camp du roi (30 janvier 1896)
- Aide de camp honoraire du roi (4 mars 1900)
- Commandant général du Corps des Carabiniers (30 août 1914-3 janvier 1918)
- Général de corps d'armée (31 décembre 1923)

### Commissions sénatoriales
- Membre de la commission de première instance de la Haute Cour de Justice (27 décembre 1929-19 janvier 1934) (1er mai 1934-2 mars 1939) (17 avril 1939-5 août 1943)
- Membre de la commission des Forces armées (17 avril 1939-5 août 1943)

## Distinctions honorifiques

### Décorations italiennes
- Chevalier grand-croix avec grand cordon de l'ordre des Saints-Maurice-et-Lazare
 - Officier de l'ordre militaire de Savoie - 28 décembre 1916
 - Commandeur de l'ordre militaire de Savoie - 12 mars 1918
 - Grand officier de l'ordre militaire de Savoie - 22 janvier 1920
 - Grand officier de l'ordre de la Couronne d'Italie
 - Chevalier grand-croix avec grand cordon de l'ordre de la Couronne d'Italie
 - Médaille mauricienne du mérite militaire de 10 années
 - Médaille commémorative de la guerre italo-autrichienne 1915-1918 (4 ans de campagne)
 - Médaille italienne de la victoire interalliée
 - Médaille commémorative de l'Unité italienne

### Décorations étrangères
- Chevalier grand-croix de l'ordre de l'Aigle blanc (Serbie)
 - Chevalier grand-croix de l'ordre de la Rose (empire du Brésil)
 - Officier de l'ordre national de la Légion d'honneur (France)

## Monuments et dédicaces
Le neuvième tunnel de la « Strada delle 52 gallerie » (littéralement la route aux 52 tunnels) du mont Pasubio, creusé pendant les combats de la Première Guerre mondiale, long de 78 mètres, porte son nom.